# Mosquito Fork
La rivière Mosquito Fork est un cours d'eau d'Alaska, aux États-Unis situé dans la région de recensement de Southeast Fairbanks. C'est un affluent de  la South Fork Fortymile lui-même affluent de la rivière Fortymile, qui se jette dans le  fleuve Yukon.

## Description
Longue de 86 milles (138 km), elle coule en direction du nord-est et rejoint la rivière Dennison Fork pour former la  rivière North Fork Fortymile.
Son nom local a été référencé en 1898 par l'United States Geological Survey d'après celui que lui avait donné les prospecteurs.

## Sources
- (en) « Mosquito Fork », Geographic Names Information System